# العدالة (جريدة تونسية)
العدالة جريدة تونسية يهودية يومية تصدر باللغة الفرنسية. أسسها ماردوشي سمادجا في عام 1909 ، وهدفها الرئيسي هو النضال من أجل التحرر السياسي والقانوني لليهود في تونس وحقهم في التجنيس الفرنسي.

## التاريخ
لعبت الصحيفة دورًا كبيرا في إيصال صوت الشريحة اليهودية من المجتمع التونسي. مقارنة مع مثيلاتها من الجرائد اليهودية التونسية الأخرى، تعتبر العدالة الممثل الرسمي للشق الحداثي ليهود تونس. معظم محتواها كتبه مجموعة من المثقفين من الجامعات الفرنسية.
بعد نجاح بلغ ذروته خاصة عام 1934 عندما انضم أعضاؤها إلى قيادة مجلس المجتمع اليهودي  ، اختفت الصحيفة اليومية في عام 1935 .
من بين أعضاء مجتمع التحرير اليومي، كان سيرج ماتي أحد المحررين.

## خط التحرير

### السياسة الداخلية
أظهرت العدالة دعمها لمفهوم الفصل بين الدين والسياسة من خلال بناء حجتها على مثال الجالية اليهودية التركية التي رفضت في نوفمبر 1925 المادة 42 من معاهدة لوزان التي بفضلها الأقليات غير المسلمة من تركيا يحق لهم امتيازات معينة إضافية تتعلق بأسرتهم وأحوالهم الشخصية. إلا أن اليهود الأ نفس الحقوق والواجبات مثل جميع المواطنين الأتراك الآخرين. المقال المنشور حول هذا الموضوع كان بعنوان «مثال يجب اتباعه في تونس».

### الصهيونية
اختلف موقف الجريدة تجاه الصهيونية بمرور الوقت. في البداية، سمحت الصحيفة للحركة الصهيونية بنشر أخبارها في أعمدة معينة مخصصة لها، مثل نشر نداءلت الصندوق القومي اليهودي ومؤتمرات مبعوثي كيرين هيسود الذين قدموا إلى تونس. ومع ذلك، في منتصف العشرينات، عندما بدأت الصحيفة تطالب بحق اليهود في التجنيس الفرنسي، تدهورت العلاقات مع الصهيونية، خاصة مع مغادرة ألفريد فالينسي الذي ترأس الصهيونية التونسية خلال الحرب العالمية الثانية.

### التجنيس الفرنسي
كانت الصحيفة الناطق الإعلامي الأساسي للشق الحداثي في المجتمع اليهودي التونسي. فكانت مقالاتها واضحة ومباشرة بشأن موقفها فيما يتعلق بفرنسا، حيث أعربت عن مساندتها للتجنيس الفرنسي ليهود تونس، وهو أمر لا يحظى بالتقدير من القوميين التونسيين أو من قبل الصهاينة أيضًا، الذين يعتبرون التجنيس الفرنسي بمثابة بيع للهوية اليهودية. إضافة إلى الدعوة للانتماء السياسي لفرنسا، تسعى الصحيفة أيضًا إلى خلق نوع من الانتماء الثقافي من خلال إطلاق حملات لتشجيع المجتمع، على الأقل الأقلية البرجوازية الأكثر امتيازًا، على ممارسة الرياضة والكشافة.